# Бартенев, Юрий Никитич
Юрий Никитич Бартенев (1792—1866) — русский литератор, мемуарист и чиновник, действительный статский советник. Директор училищ Костромской губернии (1819―1833), чиновник особых поручений Почтового департамента (1836―1844).

## Биография
Родился в деревне Золотово Галицкого уезда Костромской губернии. Из дворян. Учился в частном пансионе, затем в Костромской гимназии (1802―1805), Московском университетском благородном пансионе (1805―1807), затем во 2-м петербургском кадетском корпусе и Дворянском полку (1809―1811), откуда был выпущен прапорщиком в 5-ю артиллерийскую резервную бригаду. Участник Бородинского сражения; позднее служил в Риге (1812―1816) и во 2-м кадетском корпусе в Петербурге
(с 1816). В 1818 году вышел в отставку в чине штабс-капитана. В 1816 году «из желания учиниться лучшим» вступает в масонскую ложу «Умирающий Сфинкс», великому мастеру которой, А. Ф. Лабзину, Бартенев, по собственному признанию, «обязан новым рождением». В 1819 году по ходатайству Лабзина Бартенев получает место директора гимназии и уездных училищ в Костроме (1819―1833), где увлечённо изучает философско-мистическую литературу.
В 1833 году в связи с доносами (1827―1829), в том числе о распространении Бартеневым сочинений Г. Сковороды, подал в отставку. Чиновник особых поручений в Почтовом департаменте (1836—1844) при князе А. Н. Голицыне, известном своими мистическими настроениями и обскурантизмом. Бартенев, добившийся внимания князя, а затем и особого доверия завязанной им с 1828 года перепиской, занимает при Голицыне положение собеседника и друга, использующего свое влияние для ходатайства за разных лиц.
После смерти Голицина (1844) вышел в отставку в чине действительного статского советника. Жил в Москве «открыто, большим хлебосолом» на Смоленском бульваре, где умер в возрасте 74 лет (1866) и был похоронен на Ваганьковском кладбище; могила утрачена.

### Литературная деятельность
Бартенев пользовался репутацией остроумного человека и талантливого рассказчика, особенно анекдотов. Как и его покровитель князь А. Н. Голицын, интересовался философией и мистикой. Автор мемуаров «Черты из жизни М. М. Хераскова» (1850) и «Рассказы князя А. Н. Голицына. Из записок Ю. Н. Бартенева» (1886). Сохранилась его переписка с богословом и философом протоиереем Ф. А. Голубинским.
Бартенев в первую очередь известен как автор «Записок», в основе которых ― изложенные Бартеневым, с присущей ему необычной образностью, энергичностью
слога и нередко замысловатыми риторическими украшениями, рассказы князя Голицына, ближайшим образом знавшего жизнь царской семьи более чем за полвека, откровенные, полные занимательных подробностей о дворцовых переворотах, интимной жизни двора, придворных интригах, характерах исторических деятелей. Параллельно Бартенев прорисовывает личность самого Голицына: наблюдения над его характером, образом жизни, «сгибом мысли», особенностями поведения с людьми различного общественного ранга. При безусловном преклонении Бартенева перед «благодатным старцем» эти наблюдения нередко рискованно откровенны и даже дерзки, особенно если учесть, что Бартенев знакомил с ними самого Голицына.
В альбоме Бартенева А. С. Пушкин записал своё стихотворение «Мадонна» под 30 августа 1830 года и сопроводил его посвящением: «В память любезному Юрию Никитичу Бартеневу». На следующий день хозяин альбома подарил поэту книгу французского писателя с дарственной надписью: «Известному Пушкину и Пушкину любимому на память от Бартенева».